# Пражская декларация о европейской совести и коммунизме
Пражская декларация о европейской совести и коммунизме (также известна как Пражская декларация) — совместный документ, подписанный 3 июня 2008 года несколькими известными европейскими политиками, бывшими политическими заключёнными и историками, в котором содержится призыв к осуждению преступлений коммунистических режимов. 
Это один из первых документов Евросоюза, в котором был поставлен знак равенства между нацизмом и коммунизмом.
Декларация была принята в ходе международной конференции «Европейская совесть и коммунизм», которая была организована комитетом чешского Сената по вопросам образования, науки, культуры, прав человека 2-3 июня 2008 года под эгидой Александра Вондры, заместителя премьер-министра Чешской Республики по европейским делам.
В Декларации также содержался призыв к установлению Европейского дня памяти жертв сталинизма и нацизма, который, в конечном итоге, был утверждён Европейским парламентом 2 апреля 2009 года.